# Scymnus quadrivittatus
Scymnus quadrivittatus är en skalbaggsart som beskrevs av Étienne Mulsant 1850. Scymnus quadrivittatus ingår i släktet Scymnus och familjen nyckelpigor. Inga underarter finns listade i Catalogue of Life.